# Samobor
Samobor es una ciudad de Croacia en el condado de Zagreb.

## Historia
Samobor ha existido como ciudad libre real  desde 1242, de acuerdo a un documento de fundación firmado por el rey Béla IV. 
Desde el tratado de Karlowitz de 1699, Samobor se integró a la monarquía Habsburgo, Eslovenia, Transleitania después del compromiso de 1867, y poco después en el Reino de Croacia-Eslavonia, creado al unirse ambos reinos en 1868.

## Geografía
Se encuentra a una altitud de 163 m s. n. m. a 24.6 km de la capital nacional, Zagreb.

## Demografía
Según estimación 2013 contaba con una población de 16 001 habitantes.